# Phyllanthus fadyenii
Phyllanthus fadyenii là một loài thực vật thuộc họ Euphorbiaceae. Đây là loài đặc hữu của Jamaica.